# Holding
Holding, sistem (poslovni sistem), grupa (poslovna grupa), je izraz koji označava privredno društvo koje kontroliše (u potpunosti, ili znatnim delom) jedno ili više privrednih društava i koje za isključivu delatnost ima upravljanje i finansiranje tih društava, mada se nekad koristi i za ceo skup ovako povezanih društava (s obzirom da, po pravilu, majka-firma ima presudni uticaj na sva podređena društva).
Iako ove izraze poznaje Zakon o privrednim društvima Republike Srbije, nisu obavezni u nazivu (za razliku od društva sa ograničenom odgovornošću, ili akcionarskog društva – vidi vrste preduzeća), tako da ih neka društva koje imaju karakter holdinga koriste (Energoprojekt holding a.d.), a neke ne. Prema našem pozitivnom zakonodavstvu, svako društvo koje je organizovano u skladu sa Zakonom o privrednim društvima ima svoje organe i svoj pravni subjektivitet, kao i svoj matični broj pod kojim je registrovano kod Agencije za privredne registre.
Društvo koje poseduje drugo društvo, naziva se majka-firma (Energoprojekt holding a.d., Delta holding), dok je posedovano društvo - kćerka-firma (Energoprojekt Niskogradnja a.d.). Nekada se koristi i pojam sestrinske firme (Energoprojekt Niskogradnja a.d. Beograd i Energoprojekt Visokogradnja a.d.) - za društva koja su u vlasništvu jednog društva. Majka-firma obično poseduje 100% ili bar većinski deo kapitala kćerke-firme, mada ni to nije obavezno (presudan ili značajan uticaj može biti ostvaren i na neki drugi način, npr. posedovanjem tzv. kontrolnog paketa akcija odnosno udela).

## Finansijsko povezivanje preduzeća
Oblici finansijskog povezivanja preduzeća jesu:
- Holding
- Koncern

## Pojam holdinga
Holding predstavlja kontrola jednog ili više preduzeća (društava) na osnovu učešća u njihovom kapitalu. Vladajuće društvo učestvuje (većinski) u kapitalu drugog društva tzv. zavisnog društva.Kontrola se najčešće ostvaruje na osnovu posedovanja hartija od vrednosti zavisnog društva.
Kontrola se vrši: 
- Kupovinom i prodajom hartija od vrednosti
- Osnivanjem novih društava
- Pozajmljivanjem kapitala zavisnim društvima

## Čist i mešovit holding
- Čist holding – jedina delatnost matičnog preduzeća je kontrola poslovanja zavisnih društava
- Mešovit holding – matično (vladajuće) preduzeće, pored kontrole poslovanja zavisnih društava obavlja proizvodnu, trgovinsku ili neku drugu delatnost

## Kako nastaje holding?
Sticanje učešća u kapitalu jednog društva, koje holdingu omogućava kontrolu nad njim, može da se ostvari:
- Ustupanjem imovine društva holdingu - društvo holdingu ustupa celu imovinu ili deo imovine u zamenu za pravo učešća u dobiti holdinga
- Investiranjem holdinga u nova društva – vladajuće društvo investira svoj kapital u osnivanje novih društava ili u sticanje učešća u kapitalu postojećih društava

## Načini sticanja učešća u kapitalu postojećih društava
Sticanje učešća u kapitalu postojećih društava može da se ostvari na sledeći način:
- Sistem radijalnog učešća – zavisna društva nisu međusobno povezana
- Sistem piramidalnog učešća – vladajuće društvo učestvuje u kapitalu jednog ili više društava i ostvaruje kontrolu nad drugim društvima, koja ona kontrolišu
- Sistem cirkularnog učešća – vladajuće društvo učestvuje u kapitalu jednog zavisnog društva i kontroliše sva zavisna društva u kojima ono ima većinsko učešće

## Holding: Prednosti i nedostaci
Prednosti holdinga:
- Jeftiniji i jednostavniji način sticanja kontrole nad drugim društvima u poređenju sa akvizicijom (kupovinom) preduzeća
- Povezana preduzeća zadržavaju svoje ime i reputaciju

Nedostaci holdinga:
- Složeni odnosi između vladajućeg i zavisnih društava generiraju troškove i smanjuju efikasnost
- Veće poreske obaveze u odnosu na jedinstveno preduzeće

## Primer
Nekada ove strukture mogu biti vrlo složene i međusobno isprepletane. Npr. 
Delta holding, ima višestepenu strukturu. U njenom sastavu funkcionišu:
- Delta M grupa, koja u svom sastavu ima više odeljenje, a poseduje i:
  - Delta Maxi
  - Tempo

- Delta Generali osiguranje, koje pored sopstvenih aktivnosti poseduje preko 99% firme
  -     - Delta Generali reosiguranje ad

- Delta sport grupa - uprkos nazivu, nema u svom posedu preduzeća, već samo profitne grupe, tj. odeljenja: Delta Sport Balkan i Delta Sport ZND,

- Delta MC grupa, pored sopstvenih aktivnosti kao preduzeće, poseduje i 
  - Delta bike

- Delta star
  - Jugohemija ad.
    - Jugohemija-Farmacija d.o.o.
    - Jugohemija-Hemija d.o.o.
    - Jugohemija-FSA Grafopak d.o.o.

  - Lea Group (koje uprkos nazivu, izgleda ne poseduje nijedno zavisno preduzeća)

Isprepletenost je u tome što su firme povezane i poprečno (npr. DELTA REAL ESTATE DOO poseduje deo (manje od 1%) Delta Generali reosiguranje ad).